# John Cleves Symmes

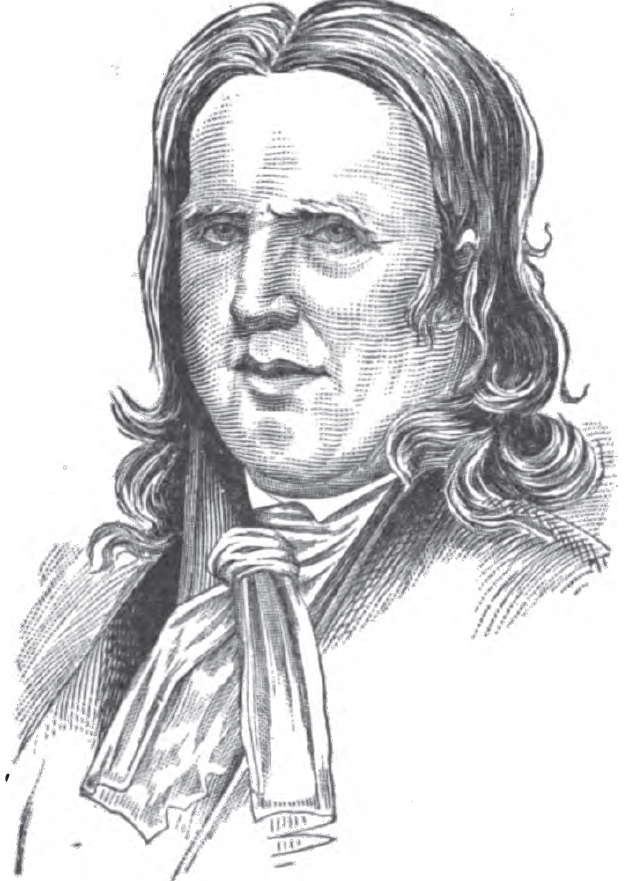
John Cleve Symmes

John Cleves Symmes (* 21. Juli 1742 auf Long Island; † 26. Februar 1814 in Cincinnati, Ohio) war ein US-amerikanischer Jurist und als Abgeordneter von New Jersey Mitglied des Kontinentalkongresses.
Er wurde am 21. Juli 1742 in Riverhead im heutigen Suffolk County, New York, als Sohn von Reverend Timothy Symmes (1715–1756) und seiner Frau Mary Cleves (gestorben um 1746) geboren. Symmes heiratete nach seiner Ausbildung zum Anwalt Anna Tuthill (1741–1776), mit der er drei Töchter bekam, Maria (* 23. April 1765), Mary (* 30. August 1767) und Anna (1775–1864), die spätere Ehefrau des US-Präsidenten William H. Harrison und Großmutter des Präsidenten Benjamin Harrison.
Symmes unterstützte die Amerikanische Revolution und diente während des Amerikanischen Unabhängigkeitskrieges von 1777 bis 1780 als Colonel des 3. Regimentes der Milizen von Sussex County, Teil der amerikanischen Infanterie. Symmes war von 1777 bis 1778 Richter am „New Jersey Supreme Court“ von New Jersey und wurde danach von dem mit ihm befreundeten Governor William Livingston zum Chefjustitiar ernannt. Symmes heiratete 1779 Susannah, die Tochter Livingstons, Schwägerin John Jays. Symmes war Onkel des ihm namensgleichen John Cleves Symmes jun. (1780–1829), der als Verfechter der Theorie der hohlen Erde (auch Hohlwelttheorie) bekannt wurde.
Er gehörte dem Kongress als Abgeordneter von New Jersey von 1785 bis 1786 an.
1788 zog Symmes in den Westen und ließ sich im heutigen North Bend, Ohio, nieder. Er diente dort als Richter und machte Karriere als Makler. Er starb am 26. Februar 1814 in Cincinnati, Ohio, und wurde in North Bend begraben.
| Personendaten    | Personendaten                                |
| ---------------- | -------------------------------------------- |
| NAME             | Symmes, John Cleves                          |
| KURZBESCHREIBUNG | US-amerikanischer Jurist                     |
| GEBURTSDATUM     | 21. Juli 1742                                |
| GEBURTSORT       | Riverhead, Long Island, Britisch-Nordamerika |
| STERBEDATUM      | 26. Februar 1814                             |
| STERBEORT        | Cincinnati, Ohio, Vereinigte Staaten         |